# Tovarnjak (Molat)
Koordinati:   44°14′16″N, 14°52′47″E
Tovarnjak je majhen nenaseljen otoček v Jadranskem morju, ki pripada Hrvaški.
Tovarnjak leži okoli 2 km vzhodno od rta Beli rt na otoku Molatu.
Površina otočka meri 0,08 km². Dolžina obalnega psau je 1,55 km. Najvišji vrh je visok 21 mnm.